# 深渡镇
深渡镇，是中华人民共和国安徽省黄山市歙县下辖的一个乡镇级行政单位。

## 行政区划
深渡镇下辖以下地区：
深渡社区、大茂社区、九砂村、定潭村、昌中村、约源村、漳潭村、漳村湾村、漳岭山村、三源村、绵潭村和淮源村。

## 中国传统村落
2013年8月，漳潭村、阳产村、漳岭山村获评第二批中国传统村落。

## 文物保护
深渡镇拥有2处歙县文物保护单位：
- 吴氏节孝坊，深渡镇定潭村
- 姚大生堂中药店，深渡镇深渡社区